# Don't Bore Us, Get to the Chorus!
Don't Bore Us, Get to the Chorus! Roxette's Greatest Hits è una raccolta del duo pop svedese Roxette, pubblicata nel 1995.

## Descrizione
Don't Bore Us - Get to the Chorus! è il primo greatest hits del duo pop svedese, ed include, oltre ad alcuni singoli più famosi del gruppo, anche altri quattro brani inediti (You Don't Understand Me, June Afternoon, She Doesn't Live Here Anymore e I Don't Want to Get Hurt).
Uscito nel 1995, in MC e CD, è associato ad un video omonimo, in cui è presente anche il videoclip di You Don't Understand Me.
Sono stati pubblicati tre singoli, tra il 1995 e il 1996. Solo per il Regno Unito è stato pubblicato The Look '95, un ulteriore singolo, in cui sono presenti nuove versioni remix di The Look.
I Don't Want to Get Hurt, quarto inedito della raccolta, in chiusura dell'album, è stato pubblicato in Brasile come singolo promozionale.

## Tracce
1. June Afternoon – 4:15 (Per Gessle) – Inedito
2. You Don't Understand Me – 4:28 (Per Gessle, Desmond Child) – Inedito
3. The Look – 3:56 (Per Gessle)
4. Dressed for Success (US Single Mix) – 4:11 (Per Gessle)
5. Listen to Your Heart (Swedish Single Edit) – 5:14 (Per Gessle, Mats M.P. Persson)
6. Dangerous (Single Version) – 3:48 (Per Gessle)
7. It Must Have Been Love – 4:19 (Per Gessle) – dalla colonna sonora di Pretty Woman
8. Joyride (Single Edit) – 4:02 (Per Gessle)
9. Fading Like a Flower (Every Time You Leave) – 3:53 (Per Gessle)
10. The Big L. – 4:28 (Per Gessle)
11. Spending My Time – 4:38 (Per Gessle, Mats M.P. Persson)
12. How Do You Do! – 3:12 (Per Gessle)
13. Almost Unreal – 3:59 (Per Gessle) – dalla colonna sonora di Super Mario Bros.
14. Sleeping in My Car (Single Edit) – 3:33 (Per Gessle)
15. Crash! Boom! Bang! (Single Edit) – 4:25 (Per Gessle)
16. Vulnerable (Single Edit) – 4:30 (Per Gessle)
17. She Doesn't Live Here Anymore – 4:03 (Per Gessle, Mats M.P. Persson) – Inedito
18. I Don't Want to Get Hurt – 4:17 (Per Gessle) – Inedito

## Singoli Promozionali
- I Don't Want to Get Hurt

## Don't Bore Us, Get to the Chorus (USA & Canada)
Don't Bore Us, Get to the Chorus è una raccolta del duo pop Roxette, pubblicata nel 2000 per il mercato statunitense e canadese.
Segue alla pubblicazione di questa raccolta, una promozione con il singolo "Wish I Could Fly" ed un breve tour, con alcune date, solo negli Stati Uniti.

### Tracce
1. Wish I Could Fly – 4:43
2. Stars – 3:57
3. The Look – 3:56
4. Dressed for Success (US Single Mix) – 4:11
5. Listen to Your Heart (Swedish Single Edit) – 5:14
6. Dangerous (Single Version) – 3:48
7. It Must Have Been Love – 4:19 – dalla colonna sonora di Pretty Woman
8. Joyride (Single Edit) – 4:02
9. Fading Like a Flower (Every Time You Leave) – 3:53
10. Spending My Time – 4:38
11. Church of Your Heart – 3:18
12. How Do You Do! – 3:12
13. Almost Unreal – 3:59 – dalla colonna sonora di Super Mario Bros.
14. Sleeping in My Car (Single Edit) – 3:33
15. Crash! Boom! Bang! (Single Edit) – 4:25
16. You Don't Understand Me – 4:28

## Classifiche
| Classifica (1995-96) | Posizione massima |
| -------------------- | ----------------- |
| Australia            | 10                |
| Austria              | 4                 |
| Belgio (Fiandre)     | 4                 |
| Belgio (Vallonia)    | 13                |
| Danimarca            | 2                 |
| Europa               | 3                 |
| Finlandia            | 2                 |
| Germania             | 7                 |
| Irlanda              | 5                 |
| Islanda              | 15                |
| Italia               | 7                 |
| Norvegia             | 14                |
| Nuova Zelanda        | 8                 |
| Paesi Bassi          | 12                |
| Portogallo           | 1                 |
| Regno Unito          | 5                 |
| Spagna               | 7                 |
| Svezia               | 2                 |
| Svizzera             | 2                 |
| Ungheria             | 30                |

### Classifiche di fine anno
| Classifica (1995) | Posizione |
| ----------------- | --------- |
| Belgio (Fiandre)  | 26        |
| Europa            | 67        |
| Germania          | 98        |
| Paesi Bassi       | 64        |
| Regno Unito       | 50        |
| Svezia            | 44        |
| Classifica (1996) | Posizione |
| Australia         | 35        |
| Europa            | 52        |